# Санта-Марія-ді-Монсеррато
Санта-Марія-ді-Монсеррато (італ. Santa Maria di Monserrato, італ. Santa Maria in Monserrato degli Spagnoli, (лат. Sanctae Mariae Hispanorum in Monte Serrato) — церква у Римі. Розташована біля палаццо Фарнезе в районі Реґола.

## Історія
Храм був зведений за проєктом Антоніо да Сангалло мол. для арагонців і каталонців.
У 1582–1584 роках за планами Франческо да Вольтерри була виконана нижня частина фасаду, близько 1673–1675 церква була остаточно закінчена.
З 1807 року — це національна церква іспанців у Римі. До того часу національною церквою іспанців  була Ностра-Синьйора-дель-Сакро-Куоре на П'яцца-Навона. 
У церкві знаходяться надгробки пап з роду Борджіа — Калліста III (Alonso de Borja; 1455-1458) і Олександра VI (Rodrigo Borgia; 1492–1503), а також іспанського короля Альфонса ХІІІ.

## Титулярна церква
Церква Санта-Марія-ді-Монсеррато з 2003 року ж титулярною церквою, кардиналом-священником з титулом церкви Санта-Марія-ді-Монсеррато із 21 жовтня 2003 року є іспанський кардинал Карлос Аміго Вальєхо.